# Maj 2025

## 31 maja
- W Braniewie odbyła się beatyfikacja Marii Krzysztofy Klomfass i XIV towarzyszek, której przewodniczył kard. Marcello Semeraro[1].
- Wybory Miss World 2025 wygrała Suchata Chuangsri z Tajlandii. Miss Polonia 2024 Maja Klajda została II wicemiss i Miss World Europe[2].

## 28 maja
- Fala powodziowa dotarła do Mokwy w Nigerii, zabijając ponad 150 osób[3].

## 25 maja
- Rozpoczął się turniej French Open 2025[4].

## 24 maja
- Krzysztof Urban został wprowadzony w urząd prezesa Synodu Kościoła Ewangelicko-Reformowanego w RP[5]. Dokonano również wyboru i wprowadzenia w urząd członków Prezydium Synodu oraz członków Konsystorza Kościoła. Prezesem Konsystorza została Agnieszka Komicz-Muszyńska[6]. Synod  podjął decyzję o powołaniu Parafii Ewangelicko-Reformowanej we Wrocławiu (pierwszej nowej parafii KER od 1905)[7].
- W Poznaniu odbyła się beatyfikacja ks. Stanisława Streicha, której przewodniczył kard. Marcello Semeraro[8].
- Zamknięcie 78. Festiwalu Filmowego w Cannes. Złotą Palmę wygrał w tym roku Jafar Panahi za film Yek tasadef sadeh[9].

## 23 maja
- W Paryżu, w wieku 81 lat zmarł Sebastião Salgado, brazylijski fotograf i ambasador dobrej woli UNICEF[10].

## 18 maja
- 17 osób zginęło, a kilka zostało rannych w pożarze budynku w Hajdarabadzie, w indyjskim stanie Telangana[11].
- Odbyła się pierwsza tura wyborów prezydenckich w Polsce[12].
- Odbyła się druga tura powtórzonych wyborów prezydenckich w Ruminii, w której zmierzyli się Nicușor Dan i George Simion[13].
- Na placu Świętego Piotra w Watykanie odbyła się msza inauguracyjna papieża Leona XIV[14].
- Laureatem XVI Edycji Nagrody im. Ryszarda Kapuścińskiego został Andrzej Dybczak za Las duchów[15].

## 17 maja
- Inwazja Rosji na Ukrainę: Autobus ewakuujący cywilów został zaatakowany przez rosyjskiego drona w pobliżu Białopolu, w obwodzie sumskim na Ukrainie. W wyniku ataku zginęło dziewięć osób, a pięć zostało rannych[16].
- Dwóch członków załogi zginęło, a 25 zostało rannych, w tym dwóch było w stanie krytycznym, gdy meksykański okręt szkoleniowy „ARM Cuauhtémoc” z załogą liczącą 277 osób, podczas wizyty świątecznej zderzył się z mostem Brooklińskim w Nowym Jorku w Stanach Zjednoczonych. Most nie został uszkodzony i niedługo potem został ponownie otwarty[17][18].
- Zwycięzcą 69. Konkursu Piosenki Eurowizji został reprezentant Austrii, JJ, z piosenką „Wasted Love”[19].

## 15 maja
- Według doniesień dawno zaginiona wersja brytyjskiej Wielkiej Karty Swobód, datowana na 1300 rok, z okresu panowania króla Edwarda I, została odnaleziona na Uniwersytecie Harvarda w Stanach Zjednoczonych[20][21].

## 10 maja
- Roskosmos poinformował, że Kosmos 482, nieudana sonda na Wenus, wystrzelona przez Związek Radziecki w 1972 roku, ponownie weszła w ziemską atmosferę i wylądowała na Oceanie Indyjskim na zachód od Indonezji[22][23].

## 8 maja
- Konklawe 2025: Zakończyło się papieskie konklawe. 267. papieżem został amerykański augustianin, kardynał Robert Prevost, który przyjął imię Leona XIV[24][25].

## 7 maja
- W wyniku eskalacji konfliktu między Indiami i Pakistanem, po ataku koło Pahalgamu, doszło do wzajemnego ostrzału[26].
- Konklawe 2025: Rozpoczęło się konklawe zwołane po śmierci papieża Franciszka[27].
- W Warszawie przed budynkiem Auditorium Maximum Uniwersytetu Warszawskiego doszło do brutalnego morderstwa portierki z użyciem siekiery. Sprawcą był 22-letni student tej uczelni, będący na trzecim roku prawa[28][29][30][31][32].

## 6 maja
- Friedrich Merz został nowym kanclerzem Niemiec. Przewodniczący partii Unii Chrześcijańsko-Demokratycznej (CDU) został wybrany dopiero w drugim głosowaniu 325 głosami poparcia spośród 630 deputowanych. Po raz pierwszy w historii Niemiec kanclerz nie uzyskał poparcia w pierwszym podejściu[33][34].

## 3 maja
- Australijska Partia Pracy wygrała wybory parlamentarne w Australii[35].
- Prezydent Rzeczypospolitej Polskiej Andrzej Duda z okazji Święta Narodowego Trzeciego Maja uhonorował Orderami Orła Białego: Janusza Kapustę i Jerzego Kropiwnickiego[36].
- Dyrektor generalny Berkshire Hathaway Warren Buffett ogłosił na corocznym walnym zgromadzeniu akcjonariuszy spółki swoją rezygnację ze stanowiska CEO do końca 2025 roku. Jego miejsce zajmie Greg Abel, który oczekuje na zatwierdzenie przez zarząd[37].

## 2 maja
- Prezydent USA Donald Trump podpisał rozporządzenie wykonawcze wzywające Corporation for Public Broadcasting do zaprzestania bezpośredniego finansowania NPR i PBS, a także wzywające agencje rządowe do zaprzestania pośredniego finansowania tych nadawców publicznych[38].
- Muzeum 4 Pułku Strzelców Podhalańskich w Cieszynie poinformowało o odnalezieniu, pod Tomaszowem Lubelskim, proporca mistrzowskiego 21 Dywizji Piechoty Górskiej oraz szarfy ze sztandaru 4 Pułku Strzelców Podhalańskich, które został najprawdopodobniej ukryte w nocy z 20 na 21 września 1939 roku przez grupę żołnierzy pod dowództwem kpt. Władysława Kronholda, w trakcie polskiej wojny obronnej we wrześniu 1939 roku[39].